# Nafi Toksöz

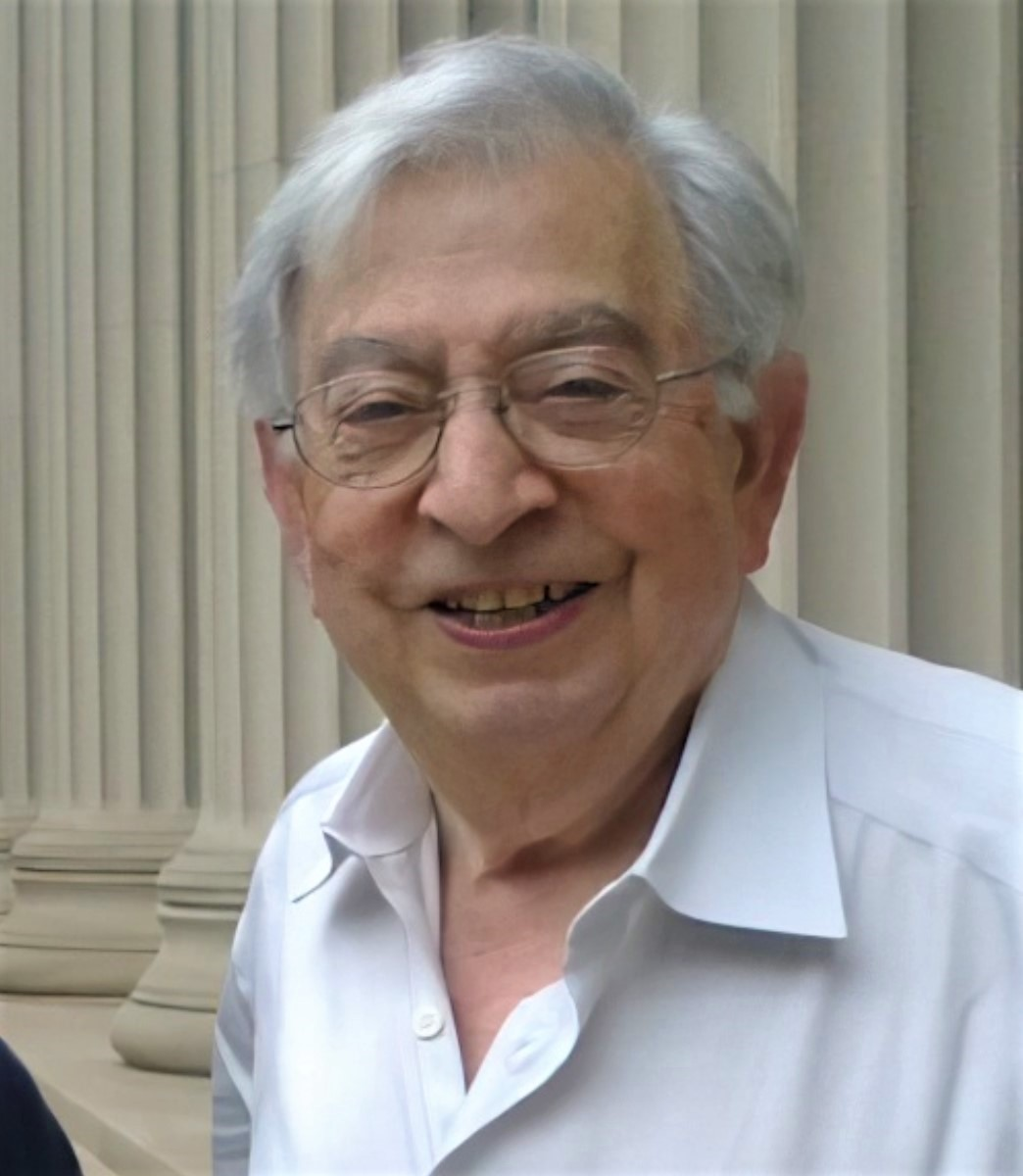
Professor Nafi Toksöz im Jahr 2013

Mehmet Nafi Toksöz (* 18. April 1934 in Antakya) ist ein türkisch-amerikanischer Geophysiker.
Toksöz kam über ein Stipendium für Geophysik 1954 in die Vereinigten Staaten, nachdem er ursprünglich Bauingenieur werden wollte. Er studierte an der Colorado School of Mines (Abschluss 1958) und am Caltech mit dem Master-Abschluss 1960 und der Promotion in Geophysik und als Elektroingenieur 1963. Danach forschte er am Caltech und wurde 1965 Assistant Professor und ab 1971 Professor für Geophysik am Massachusetts Institute of Technology (MIT), wo er Direktor des George Wallace Jr. Geophysical Observatory war. Am MIT bildete er zahlreiche Geophysiker aus.
Er erforschte mit seismischer Tomographie früh zum Beispiel Subduktionsprozesse in der Plattentektonik. In den 1960er Jahren war er im Rahmen des Apollo-Programms an der Auswertung von Mondbeben für den inneren Aufbau des Mondes beteiligt. Er war der Gründer des Earth Resources Laboratory am MIT in Reaktion auf die Ölkrise in den 1970er Jahren und wandte in diesem Zusammenhang die Seismologie auf die Erdöl- und Erdgassuche an. Er befasste sich auch mit der Anwendung der Seismologie auf die Detektion von Atomtests und Gefahren und Möglichkeiten der Vorhersage von Erdbeben. Ein Schwerpunkt seiner Interessen ist das östliche Mittelmeer, einschließlich seiner Heimat Türkei, und die dort wirkenden plattentektonischen Prozesse (Kollision der arabischen und eurasischen Platte) und seismische Aktivitäten, sowie Zentralasien.
2007 erhielt er die Harry Fielding Reid Medal der Seismological Society of America.
Er ist mit der Lateinlehrerin Charlotte Johnson verheiratet und hat zwei Stieftöchter.

## Schriften
- The subduction of the lithosphere, Scientific American November 1975
- mit John W. Minear, Bruce R. Julian Temperature field and geophysical effects of a downgoing slab, J. of Geophys. Research, Band 76, 1971, Heft 5
- mit Norman H. Sleep, Albert T. Smith Evolution of the downgoing lithosphere and mechanisms of deep focus earthquakes, Geophys. J. of the Royal Astron. Soc., Dezember 1973